# Sandy Lenz
Sandra J. „Sandy“ Lenz-Jackson (* 10. Juni 1960 in Rockford, Illinois) ist eine ehemalige US-amerikanische Eiskunstläuferin.
Lenz trat im Einzellauf an. 1977 wurde sie nationale Juniorenmeisterin. Bei den US-amerikanischen Meisterschaften 1980 wurde sie Dritte und qualifizierte sich damit für die Olympischen Winterspiele in Lake Placid. Dieses Turnier beendete sie auf Dem neunten Platz.
Nach Verletzungen gab Lenz ihre aktive Karriere auf und arbeitete als Trainerin. Nach ihrer Hochzeit zog sie nach South Carolina, wo sie beim Figure Skating Club of Charleston als Leiterin der Eiskunstlauf-Abteilung tätig war.